# Farma fotowoltaiczna Czernikowo
Farma fotowoltaiczna Czernikowo – największa w Polsce naziemna farma fotowoltaiczna o mocy 4 MW zlokalizowana na terenie gminy Czernikowo koło Torunia, należąca do spółki Energa Wytwarzanie SA wchodzącej w skład grupy kapitałowej Energa. Elektrownia fotowoltaiczna rocznie produkować może 3,5 GWh energii elektrycznej.
Instalacja PV składa się z blisko 16 tys. paneli fotowoltaicznych, każdy o mocy 240 W. Farma PV zajmuje powierzchnię ponad 24 tys. m².